# Дуб черешчатий (пам'ятка природи, Сергіївка)
Дуб черешчатий — ботанічна пам'ятка природи місцевого значення, розташована неподалік від села Сергіївка Гадяцького району Полтавської області. Була створена відповідно до Постанови Полтавської облради № 74 від 17 квітня 1992 року.

## Загальні відомості
Землекористувачем є Сергіївська сільська рада, площа — 0,05 гектара. Розташована на північ від села Сергіївка Гадяцького району.
Пам'ятка природи створена з метою збереження одинокого вікового дерева дуба звичайного віком 250 років.